# Karyenda

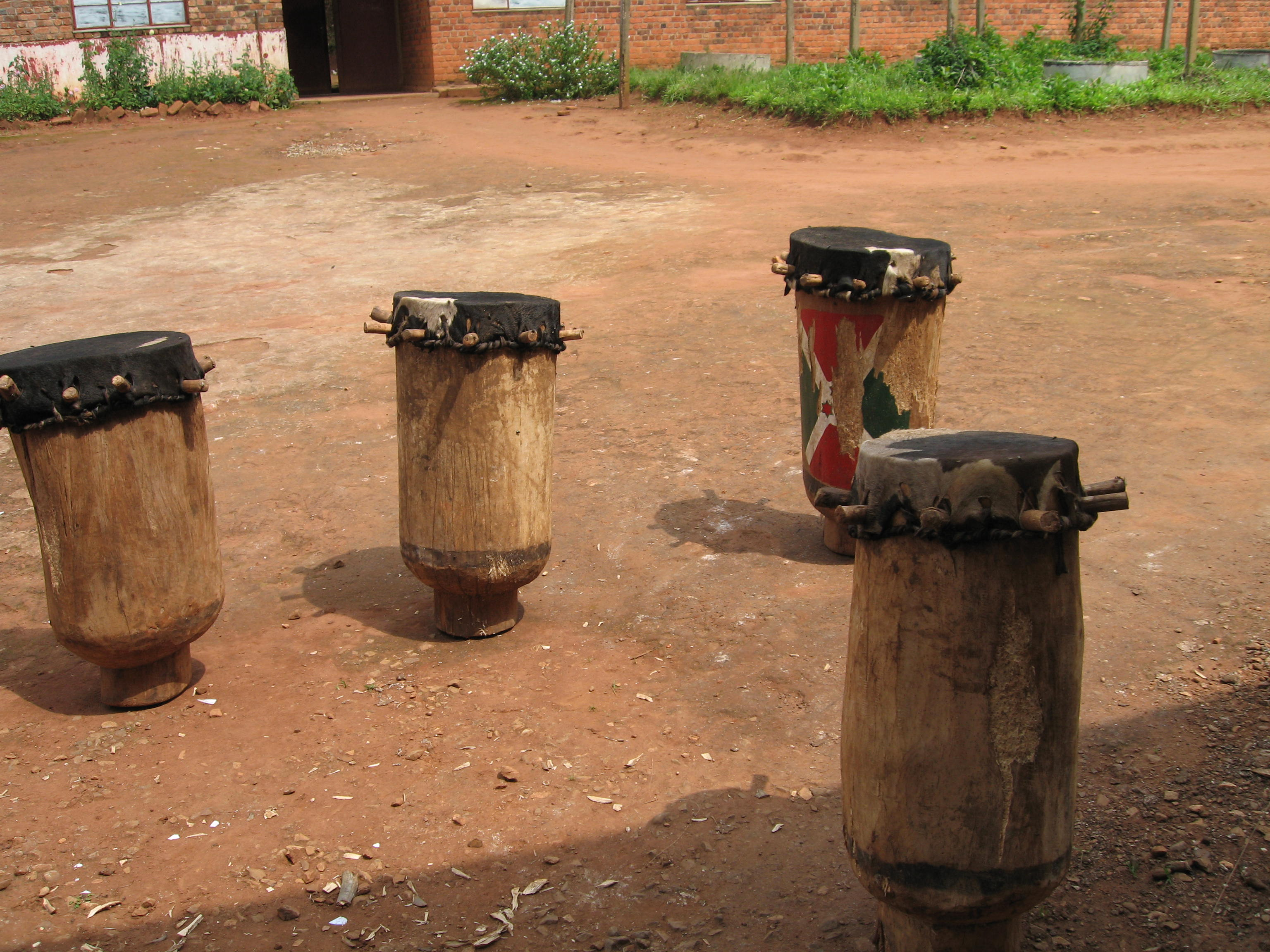
Tambores de Gitega, Burundi

El karyenda es un tambor tradicional africano. Fue el símbolo principal de Burundi y sus mwami (reyes) y tenía un estatus semidivino. Se decía que el mwami interpretaba los golpes del karyenda en leyes para el reino de Burundi.

## Historia

Bandera del Reino de Burundi con una karyenda en el medio.

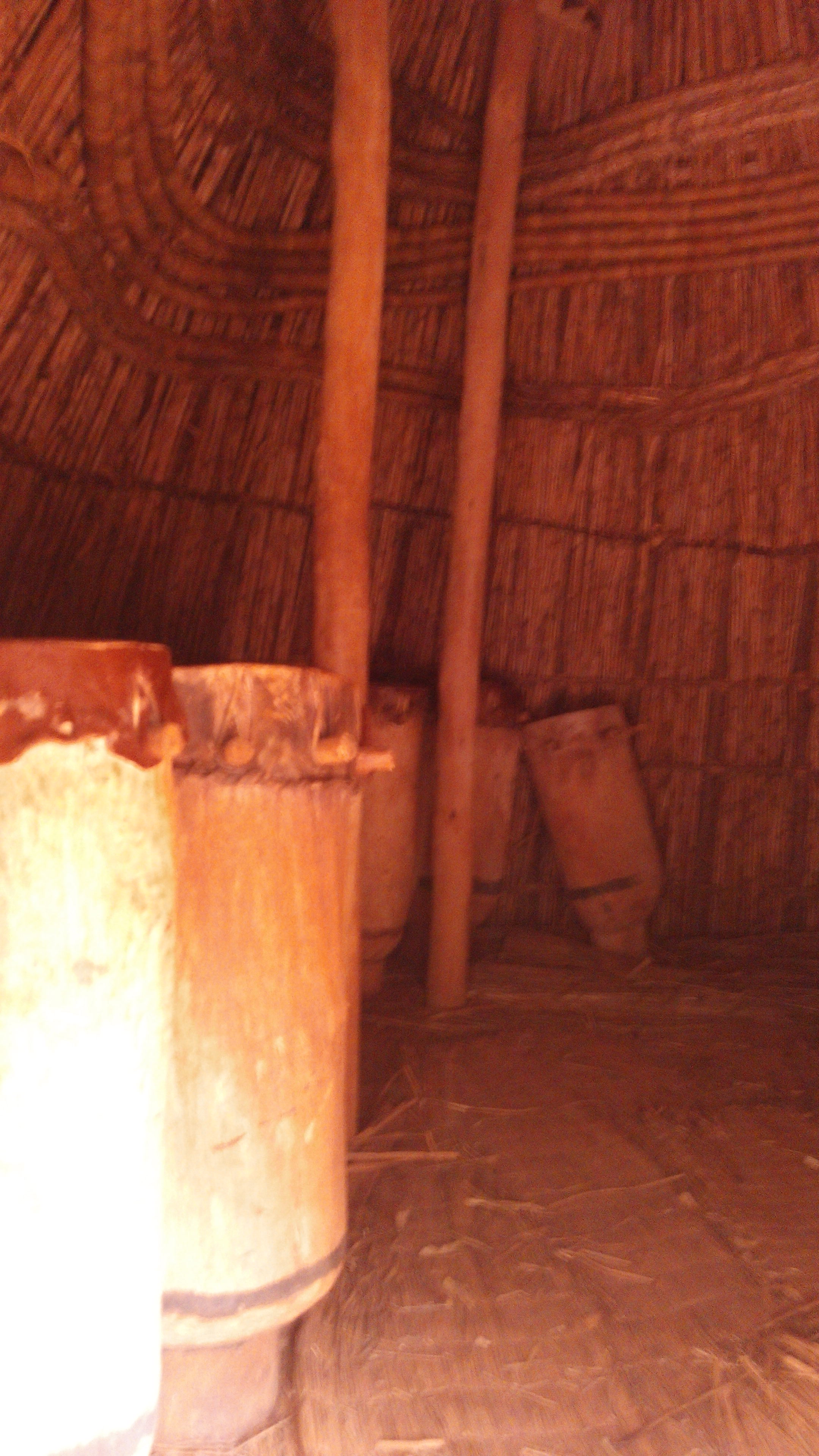
Casa de tambores

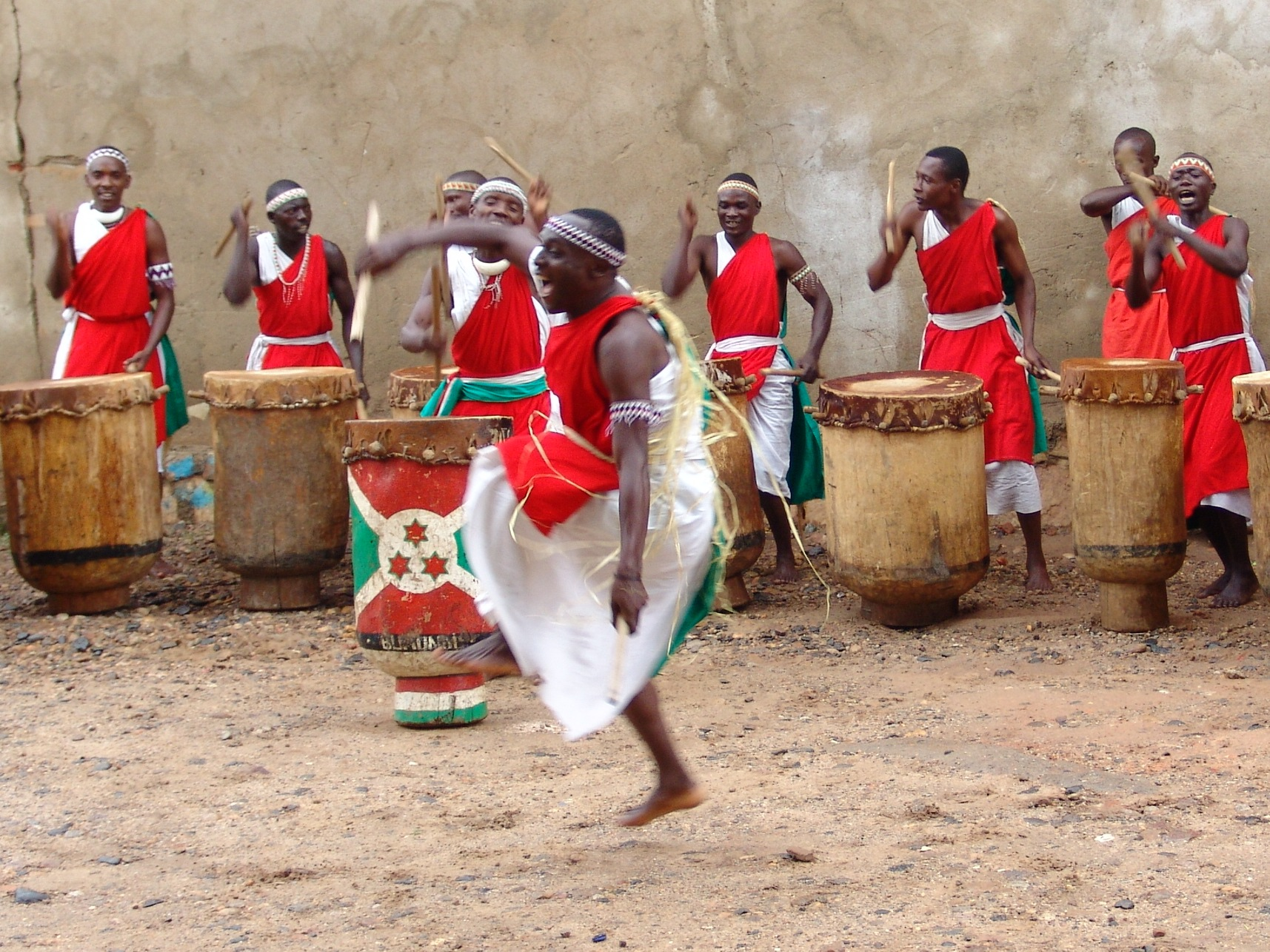
Bateristas tradicionales de Burundi

Cuando Burundi se independizó de Bélgica en 1962, el karyenda fue el símbolo de la bandera nacional y su escudo de armas de 1962 a 1966. Fue reemplazado después de que se estableció la república. Tradicionalmente, las canciones y danzas folclóricas más importantes se realizaban para exaltar las virtudes de la realeza. Un festival importante fue el umuganuro anual (festival del sorgo), que era una gran muestra de pompa, festividades y bailes para la corte real. Desde la caída de la monarquía en 1966, y particularmente después de la masacre de hutus en 1972, tales expresiones culturales han disminuido. 
El segundo tambor más importante fue el rukinzo. Este acompañaba al mwami donde quiera que fuera. 
Los tambores, a pesar de todo, han seguido siendo populares y aún son venerados. Las viejas familias guardianes de los tambores han tratado de mantener vivas las antiguas tradiciones. Algunos tienen un alcance internacional, como los Royal Drummers of Burundi, o L. Ndoricimpa y C. Guillet, quienes grabaron Les tambours du Burundi (Los tambores de Burundi) en 1983.

## Simbolismo
Como objetos sagrados, los tambores eran mucho más que simples instrumentos musicales. Se usaban en rituales, como el umuganuro, o en circunstancias especiales. Los principales eventos para el rey, como las coronaciones, funerales y bodas reales se anunciaban a través de los tambores. Su sonido también señalaba ciertos ritos, como cuando el mwami (rey) se levantaba en la mañana o se retiraba por la noche. 
Los tambores tenían varios nombres, como "dispensador de paz" o "dama de la tierra". 
La Real Orden de Karyenda y la Real Orden de Rukinzo fueron fundadas por el rey Mwambutsa IV de Burundi el 1 de julio de 1962. La Orden de Karyanda fue la principal del reino y se dividió en cinco clases.

## Santuarios
Los tambores normalmente se mantenían en santuarios. Se trataba de una estrecha red de lugares altos, así como centros de poder político y religioso en la Burundi precolonial. Los santuarios estaban custodiados principalmente por familias hutus, que eran las únicas a las que el rey permitía fabricar, tocar y mantener los tambores o llevarlos a la corte. Fueron llamados abatimbo, que es la palabra rundi para los bateristas "que golpean fuerte". Un tambor sagrado estaba entronizado en cada santuario y custodiado por los asistentes. También había ingendanyi (tambores menores) y un conjunto de tambores que se tocaban con los principales. 
Algunos de los principales santuarios para la batería fueron: Gishora e Higiro, cerca de Gitega; Magamba y Banga. 